# Astragalus roseus
Astragalus roseus là một loài thực vật có hoa trong họ Đậu. Loài này được (Steven) Ledeb. miêu tả khoa học đầu tiên.